# Bank Krajowy Królestwa Galicji i Lodomerii z Wielkim Księstwem Krakowskim

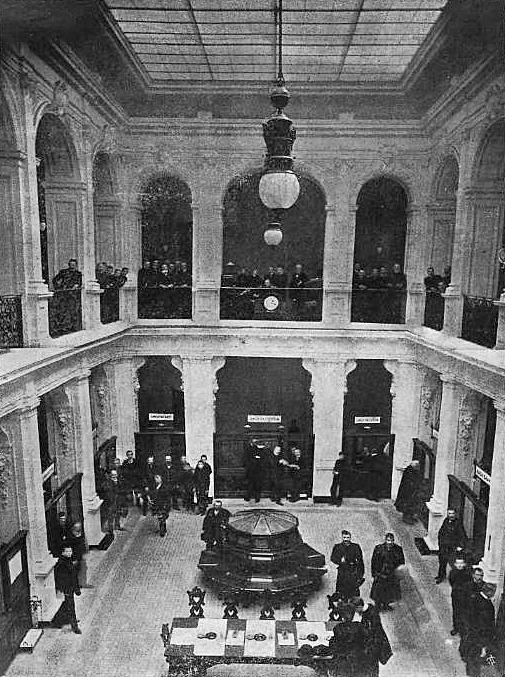
Poświęcenie gmachu Banku Krajowego we Lwowie (1905)

Bank Krajowy Królestwa Galicji i Lodomerii z Wielkim Księstwem Krakowskim (niem. Landesbank für Koenigreich Gazlizien und Lodomerien mit Grossherzogtum Krakau) – publiczna instytucja kredytowa działająca na terenie Galicji w latach 1883–1920, a następnie w latach 1920–1924 na terenie całego kraju

## Historia
Bank Krajowy Królestwa Galicji i Lodomerii z Wielkim Księstwem Krakowskim potocznie był nazywany Galicyjskim Bankiem Krajowym. Pomysł utworzenia w Galicji banku publicznego wzorowany był na podobnych instytucjach powstałych w innych krajach Przedlitawii. W 1878 Leon Biliński popierany przez innych posłów wystąpił po raz pierwszy z wnioskiem na terenie Sejmu Krajowego, aby zlecić Wydziałowi Krajowemu sporządzenie projektu utworzenia banku krajowego. Jednak opozycja działających już w Galicji banków spowodowała opóźnienie w tworzeniu nowej instytucji kredytowej. Sprawa utworzenia banku ponownie pojawiła się na forum Sejmu ponownie w 1881, z inicjatywy ówczesnego marszałka Mikołaja Zyblikiewicza, który uważał, że istniejący w Galicji system bankowy nie stwarza szans rozbudowy przemysłu, co jego zdaniem stanowiło warunek wyrwania Galicji z zacofania i nędzy. Ostatecznie po burzliwej dyskusji i uwzględnieniu zastrzeżeń rządu austriackiego bank został  powołany do życia uchwałą Sejmu Krajowego Królestwa Galicji i Lodomerii z Wielkim Księstwem Krakowskim z dnia 21 października 1881 roku. Jego kapitał założycielski wynosił  dwa milionów koron. Dostarczyły go władze krajowe, rozpisując w maju 1883 roku pożyczkę na ten cel. Z czystego zysku banku 30% tworzyło fundusz rezerwowy, 70% zasilało kapitał zakładowy aż do czasu, kiedy osiągnie on 4 min koron. W 1889 roku podwyższono granicę powiększania kapitału do 4,4 min koron. Pułap ten osiągnięto w 1906 roku, a następnie uchwałą Sejmu z 1 października 1907 podwyższono do wysokości 16 milionów koron. Statut banku zatwierdziło c. k. Ministerstwo Spraw Wewnętrznych reskryptem L. 6646 z 2 maja 1881. Był instytucją publiczną i miał prawo do używania w swej pieczęci herbu Galicji i Lodomerii. Jego działalność kontrolowała wybierana przez Sejm Krajowy dwunastoosobowa Rada Nadzorcza, zaś bieżącą działalnością kierowała trzyosobowa Dyrekcja mianowana przez Wydział Krajowy. Działalność rozpoczął w 1883 roku. W okresie istnienia Austro-Węgier prezesami Rady Nadzorczej Banku byli: Hipolit Bochdan (1882–1908); August Gorayski (1908–1913); Kazimierz Laskowski (1913–1918).
Siedzibą centrali banku było miasto Lwów, posiadał filię w Krakowie i ekspozyturę w Białej oraz 73 placówki znajdujące się w miastach powiatowych Galicji. Początkowo zakres działania Banku obejmował dwa działy: hipoteczny i operacyjny. Z biegiem czasu do dwóch istniejących działów doszły jeszcze dwa inne: komunalny i kolejowy. W 1914 roku dzielił się na cztery oddziały: hipoteczny, komunalny, kolejowy i bankowy. Bank Krajowy emitował listy zastawne, obligacje komunalne i obligacje kolejowe. Mogły być używane m.in. jako papiery wartościowe gwarantujące wysokość kapitałów założycielskich fundacji, przedsiębiorstw publicznych i ordynacji ziemiańskich.

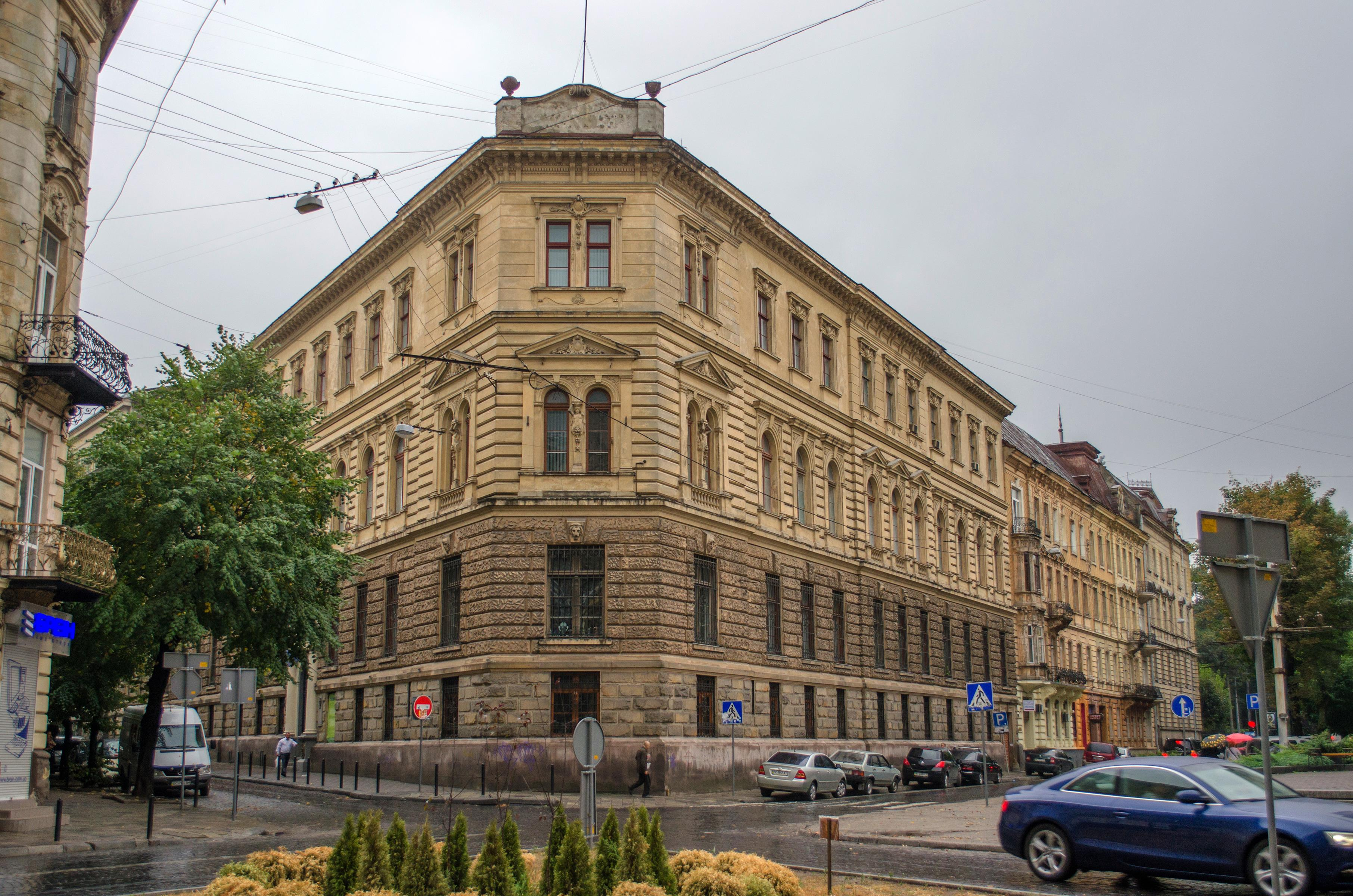
Gmach Banku Krajowego we Lwowie (obecnie Instytut Kultury Fizycznej, ul. Kostiuszka 11

Według stanu na 31 grudnia 1900 roku obieg wszystkich emisji wynosił 119.585.900 Koron:
1. 4% listy zastawne – 62.952.100 K
2. 4,5% listy zastawne – 26.764.200 K
3. 4% obligacje komunalne IV emisji -4.099.400 K
4. 4,5% obligacje komunalne III emisji – 5.167.600 K
5. 5% obligacje komunalne II emisji – 5.365.800 K
6. 4% obligacje kolejowe – 15.236.800 K

Bank zarządzał pięcioma funduszami pożyczkowymi, dotowanymi z funduszu krajowego (przemysłowy, pożyczkowy dla kółek rolniczych, pożyczkowy dla przemysłu rolniczego, fundusz spółek oszczędności i fundusz pożyczek). Administrował funduszem inwestycyjnym, który tworzony był z zysków banku. Bank finansował pożyczki krajowe, ułatwiając kredyt emisyjny, oraz udzielał różnego rodzaju kredytów. Dużą pomocą służył bank instytucjom autonomicznym i publicznym, udzielając taniego kredytu za pomocą pożyczek skryptowych i dyskonta subwencji krajowych: głodowych, drogowych, koszarowych, kościelnych. Od 1895 rozpoczęto finansowanie zakładania przedsiębiorstw. Największym przedsięwzięciem tego typu było finansowanie spółki akcyjnej budowy wagonów w Sanoku o kapitale zakładowym 1500 tys. koron, zatrudniająca ok. tysiąca robotników. Do tej formy działalności należało także kredytowanie budowy kolei, w latach 1897–1914 Bank Krajowy sfinansował budowę 775 km linii kolejowych. Bank Krajowy ratował także przed upadłościami prywatne instytucje kredytowe, m.in.  w 1898 wspomógł Galicyjską Kasę Oszczędności, w 1902 Galicyjski Bank dla Handlu i Przemysłu, a w 1912 – Akcyjny Bank Związkowy. Przeprowadzał także likwidację galicyjskich instytucji finansowych – w latach 1883–1899  Zakładu Kredytowego Włościańskiego we Lwowie, a w latach 1899-1903 Galicyjskiego Zakładu Kredytowego Ziemskiego. Obydwie sprawnie przeprowadzone nie przyniosły strat klientom tych przedsięwzięć. Bank Krajowy uczestniczył też pośrednio w likwidacji jednej z najstarszych galicyjskich instytucji finansowych – Galicyjskiego Banku Kredytowego. Pełnił tym samym funkcje typowe dla banku centralnego, choć nie był instytucją emisyjną. W ciągu trzydziestu lat istnienia Banku Krajowego do chwili wybuchu I wojny światowej rozwijał i rozszerzał swoją działalność. Świadczyła o tym skala przeprowadzanych operacji wekslowych z 3,2 min koron w 1884 do 56,2 min koron w 1913. W całym tym okresie działalności bank wykazał straty tylko w 1912 roku, kiedy to poniósł znaczne ofiary dla podtrzymania kursu swych listów zastawnych. W 1913 roku Bank Krajowy skupiał 30% kapitałów, 70% wkładów, 60% pożyczek hipotecznych i 33% kredytu krótkoterminowego całej bankowości galicyjskiej.
Dyrektorami Banku byli: Antoni Wrotnowski (1882–1888), Władysław Smolka (1882–1887), Alfred Zgórski (1883–1912), Wacław Domaszewski (1887–1911), Józef Milewski (1906–1913 (?), Jerzy Michalski (1911–1921 i 1922–1924), Jan Kanty Steczkowski (1912–1920).
Po powstaniu niepodległej Polski zwierzchnictwo nad bankiem objęło Ministerstwo Skarbu. W 1920 roku zmienił nazwę na Polski Bank Krajowy. Nowy statut nadano mu Rozporządzeniem Ministra Skarbu w przedmiocie statutu Polskiego Banku Krajowego z dnia 29 maja 1922 roku, przenosząc jednocześnie siedzibę jego centrali do Warszawy. Kapitał Polskiego Banku Krajowego w momencie wydania tego rozporządzenia wynosił 1.023.519.980,00 marek polskich. Prezesami Banku w latach II Rzeczypospolitej byli Stanisław Niezabitowski (1918–1922) Jan Kanty Steczkowski (1922–1924). W okresie międzywojennym Bank miał oddziały w Krakowie, Białej, Stanisławowie, Lublinie, Przemyślu, Żywcu, Równem i Bydgoszczy, Cieszynie, Drohobyczu, Kołomyi, Oświęcimiu, Poznaniu, Katowicach, Tarnowie, Andrychowie i Wadowicach. Polski Bank Krajowy został wchłonięty przez utworzony w 1924 roku Bank Gospodarstwa Krajowego, który przejął wszystkie zobowiązania po Banku Krajowym i obsługiwał wyemitowane wcześniej przez ten bank obligacje oraz listy zastawne, które przerachowano na złote.